# Rudní revír Starohoří
Rudní revír Starohoří (také Altenberg) je montanistická technická památka na vrcholové partii Příčného vrchu asi 4,5 km jihozápadně od Zlatých Hor v okrese Jeseník. Zahrnuje ústí štol, propadliny, pinky a haldy na povrchu; chodby, dobývky v podzemí středověkých rudných dolů a technické zařízení. V dané lokalitě byla prováděna především těžba zlata. Ministerstvem kultury České republiky byl revír v roce 1994 prohlášen kulturní památkou ČR a je součástí Zlatohorské naučné stezky.

## Historie
Předpokládá se, že počátky kutání v této lokalitě byly už ve 13. století. První písemné zmínky pocházejí z první poloviny 14. století. Jsou uváděny čtyři doly: Golldsmid, Kámen, Svobodný Kámen a Starý Kámen, které byly hluboké až šedesát metrů. Tyto doly byly odvodňovány dědičnou štolou, která vedla v hloubce až 60 m. Zavalené ústí štoly se nachází asi 275–280 m jihozápadně od Velkých pinek. Na ploše 350 × 400 m vzniklo po středověkém kutání několik propadlin, které jsou souhrnně označovány jako Velké pinky. Mezi ně patří (od severozápadu, název (délka×šířka×hloubka v metrech)) Lange Pinge (100 × 30 ×10), Schöfer pinge (50 × 50 × 30), Mittel pinge I. (60 × 40 × 25), Mittel pinge II. (40 × 40 × 20) a Tiefe pinge (20 × 20 × 20). Na přelomu 15. a 16. století byla vyražena dědičná štola nazývaná Stará Hackelsberská (Althackelsberg), která měla délku jeden kilometr a odvodňovala všechny doly na Starohoří. Byla ručně sekaná, nepřímého průběhu, o rozměrech 120 × 90 cm. Do štoly ústí několik světlíků, které sloužily k větrání. Pod pinkami se nacházel světlík Bergmaister hluboký 96 m a od ústí štoly vzdálen asi 570 m. Světlík Kunst Schacht, který byl o 150 m výše, měl hloubku 200 m. Štola byla v padesátých letech 20. století znovu vyzmáhána při průzkumu zlatohorského rudního revíru. V podzemí se nachází komplex komor, chodeb, dobývek, nadlomů, komínů atd., labyrint chodeb s různou velikostí a profilem dokládá různé stáří dolování v období 16. až 19. století. V komorách vysokých až 50 m jsou zachovány dřevěné povaly, žebříky, korýtka a jiné památky. Dobývky, které se nacházely pod úrovni dědičné štoly, byly odvodňovány pomocí vodotěžných strojů. V 17. století byl sestrojen unikátní vodotěžný stroj, k jehož pohonu byla přivedena voda kanálem z prostoru Rejvízu. Další kanály byly vybudovány na svahu Příčné hory k zachycení povrchové a srážkové vody. Z roku 1656 se dochoval popis vodotěžního stroje. V té době v podzemí pracovalo asi 65 havířů a za rok vytěžili 5–10 kg zlata. Vodní kolo mělo průměr 19 m, jeho síla se přenášela mihadlovým zařízením na vzdálenost 1054 m k dolu Schindler a odtud jámou až do hloubky 196 m. Důlní vody byly čerpány úklonnou chodbou se systémem dřevěného potrubí s táhly a propouštěcími žlaby na úroveň dědičné chodby a odtud volně vytékaly na povrch.  Zbytky vodotěžného stroje jsou zachovány v podzemí.